# Communauté de communes Sud Sarthe
La communauté de communes Sud Sarthe est une communauté de communes française, créée le 1er janvier 2017 et située dans le département de la Sarthe et la région Pays de la Loire.

## Historique
La communauté de communes est créée le 1er janvier 2017 par la fusion des communautés de communes Aune et Loir, du Bassin Ludois et du canton de Pontvallain.
Le 1er janvier 2018 : 
- les communes de Dissé-sous-le-Lude et Le Lude (commune déléguée) fusionnent pour constituer la commune nouvelle du Lude.
- les communes de La Fontaine-Saint-Martin et de Oizé se retirent pour rejoindre la CC du Pays Fléchois[2].
- la commune de Cérans-Foulletourte se retire pour rejoindre la CC du Val de Sarthe[2].

## Territoire communautaire

### Géographie
Située au sud  du département de la Sarthe, la communauté de communes Sud Sarthe regroupe 19 communes et présente une superficie de 542,6 km2.

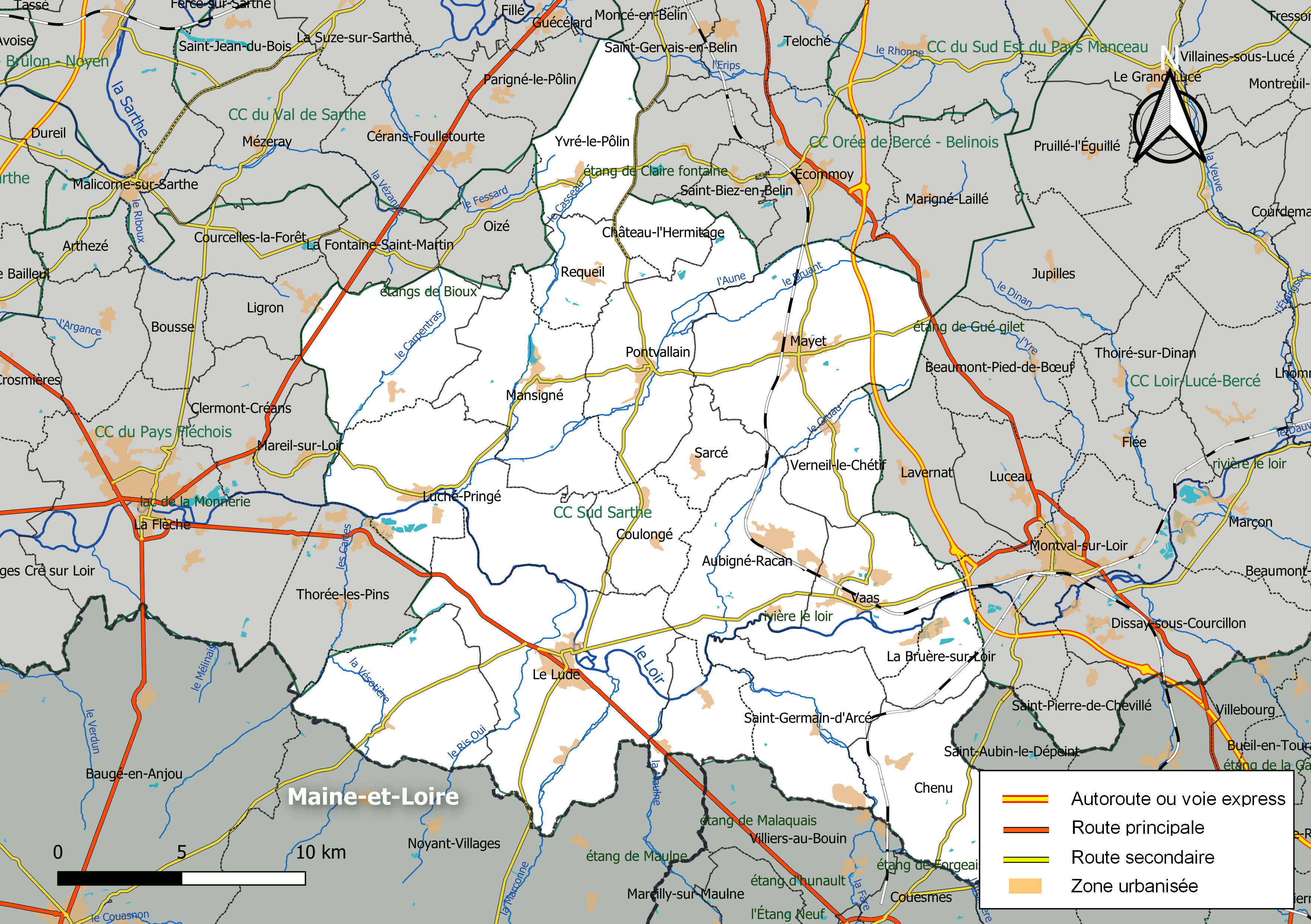
Carte de la communauté de communes Sud Sarthe au 1er janvier 2019.

### Composition

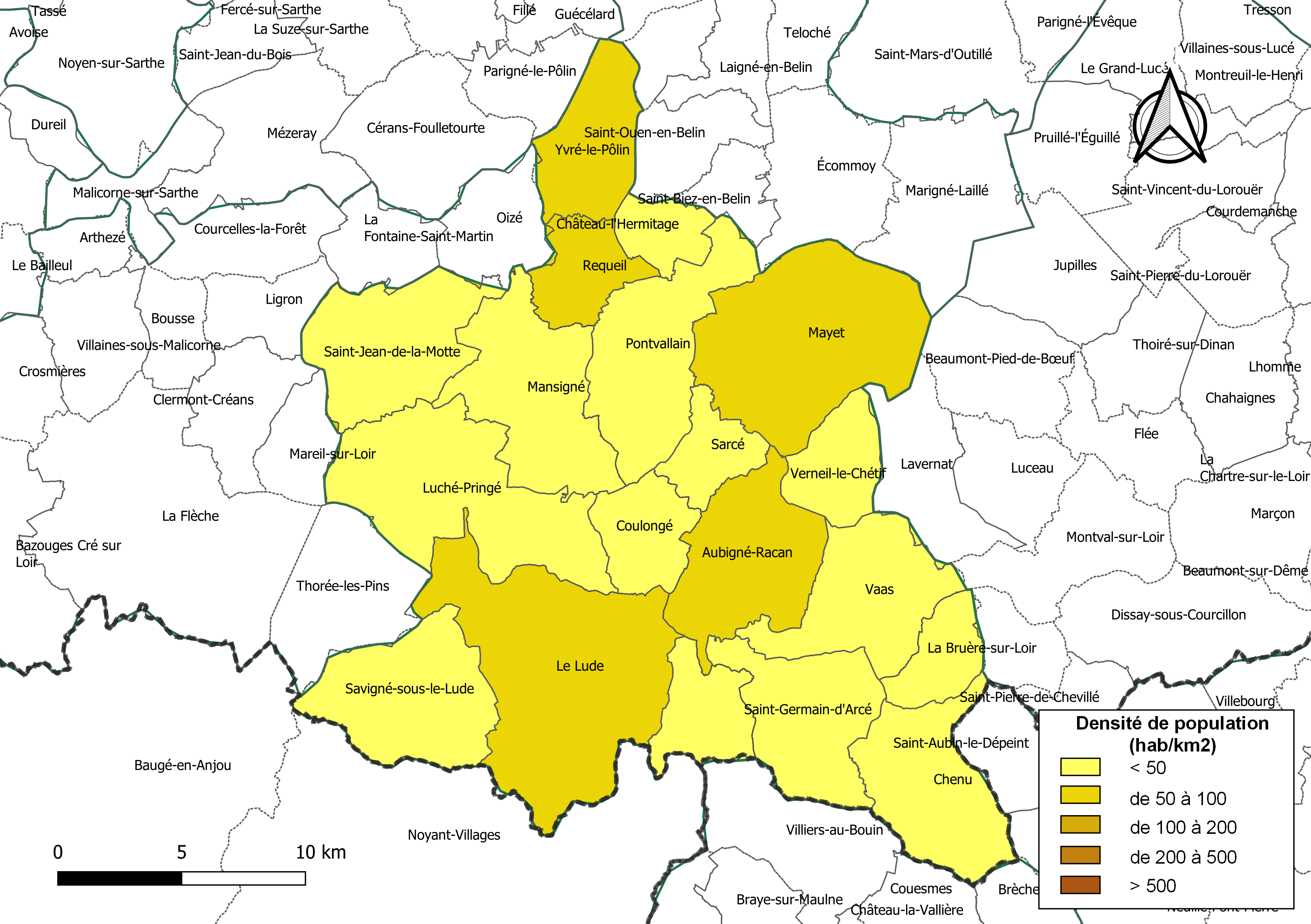
Carte des densités de population (millésimée 2016) des communes de la communauté de communes Sud Sarthe. Composition en communes au 1er janvier 2019.

La communauté de communes est composée des 19 communes suivantes :

| Nom                    | Code Insee | Gentilé       | Superficie (km2) | Population (dernière pop. légale) | Densité (hab./km2) |
| ---------------------- | ---------- | ------------- | ---------------- | --------------------------------- | ------------------ |
| Aubigné-Racan (siège)  | 72013      | Aubignanais   | 32,03            | 2 131 (2022)                      | 67                 |
| La Bruère-sur-Loir     | 72049      | Bruérois      | 11,47            | 250 (2022)                        | 22                 |
| La Chapelle-aux-Choux  | 72060      | Chapellois    | 14,43            | 282 (2022)                        | 20                 |
| Château-l'Hermitage    | 72072      | Casteliens    | 9,39             | 255 (2022)                        | 27                 |
| Chenu                  | 72077      | Catoniciens   | 30,56            | 436 (2022)                        | 14                 |
| Coulongé               | 72098      | Coulongeois   | 15,05            | 512 (2022)                        | 34                 |
| Luché-Pringé           | 72175      | Luchois       | 49,39            | 1 524 (2022)                      | 31                 |
| Le Lude                | 72176      |               | 68,36            | 4 016 (2022)                      | 59                 |
| Mansigné               | 72182      | Mansignéens   | 36,31            | 1 550 (2022)                      | 43                 |
| Mayet                  | 72191      | Mayetais      | 53,96            | 3 186 (2022)                      | 59                 |
| Pontvallain            | 72243      | Vallipontains | 34,88            | 1 614 (2022)                      | 46                 |
| Requeil                | 72252      | Requeillois   | 13,89            | 1 108 (2022)                      | 80                 |
| Saint-Germain-d'Arcé   | 72283      | Arcéens       | 29,19            | 346 (2022)                        | 12                 |
| Saint-Jean-de-la-Motte | 72291      | Mottais       | 32,03            | 955 (2022)                        | 30                 |
| Sarcé                  | 72327      | Sarcéens      | 10,99            | 268 (2022)                        | 24                 |
| Savigné-sous-le-Lude   | 72330      | Savignéens    | 33,84            | 447 (2022)                        | 13                 |
| Vaas                   | 72364      | Védaquais     | 30,14            | 1 383 (2022)                      | 46                 |
| Verneil-le-Chétif      | 72369      | Vernaliens    | 14,81            | 586 (2022)                        | 40                 |
| Yvré-le-Pôlin          | 72385      | Paulinais     | 21,84            | 1 734 (2022)                      | 79                 |

## Démographie
| 1968   | 1975   | 1982   | 1990   | 1999   | 2010   | 2015   | 2017   |
| ------ | ------ | ------ | ------ | ------ | ------ | ------ | ------ |
| 24 267 | 24 452 | 25 679 | 25 493 | 25 978 | 28 917 | 28 863 | 23 121 |

## Administration

### Siège
Le siège de la communauté de communes est situé à Aubigné-Racan.

### Présidence
| Période      | Période  | Identité          | Étiquette | Qualité                                                                 |
| ------------ | -------- | ----------------- | --------- | ----------------------------------------------------------------------- |
| janvier 2017 | En cours | François Boussard | DVD       | Maire de Mansigné (depuis 2014), conseiller départemental (depuis 2015) |